# Anacharis eucharoides
Anacharis eucharoides is een vliesvleugelig insect uit de familie van de Figitidae. De wetenschappelijke naam van de soort is voor het eerst geldig gepubliceerd in 1818 door Dalman.